# Sibelis Veranes
Sibelis Veranes Morell (ur. 5 lutego 1974 w Santiago de Cuba) – kubańska judoczka.
Na Igrzyskach Olimpijskich w Sydney w 2000 zdobyła złoty medal w wadze średniej (do 70 kg), w finale pokonując Brytyjkę Kate Howey. W 1999 w Birmingham została mistrzynią świata. Do jej osiągnięć należy również złoty medal igrzysk panamerykańskich (Winnipeg 1999). Ma w swoim dorobku także złoty medal uniwersjady (Palma de Mallorca 1999). Czterokrotnie wywalczyła złote medale mistrzostw panamerykańskich (1996, 1997, 1998, 2002). Sześciokrotnie była mistrzynią (1995, 1996, 1997, 1998, 1999, 2000) i czterokrotnie wicemistrzynią Kuby (1991, 1992, 1993, 1994). 